# 拉尼夫齊
49°52′12″N 26°04′48″E / 49.87000°N 26.08000°E

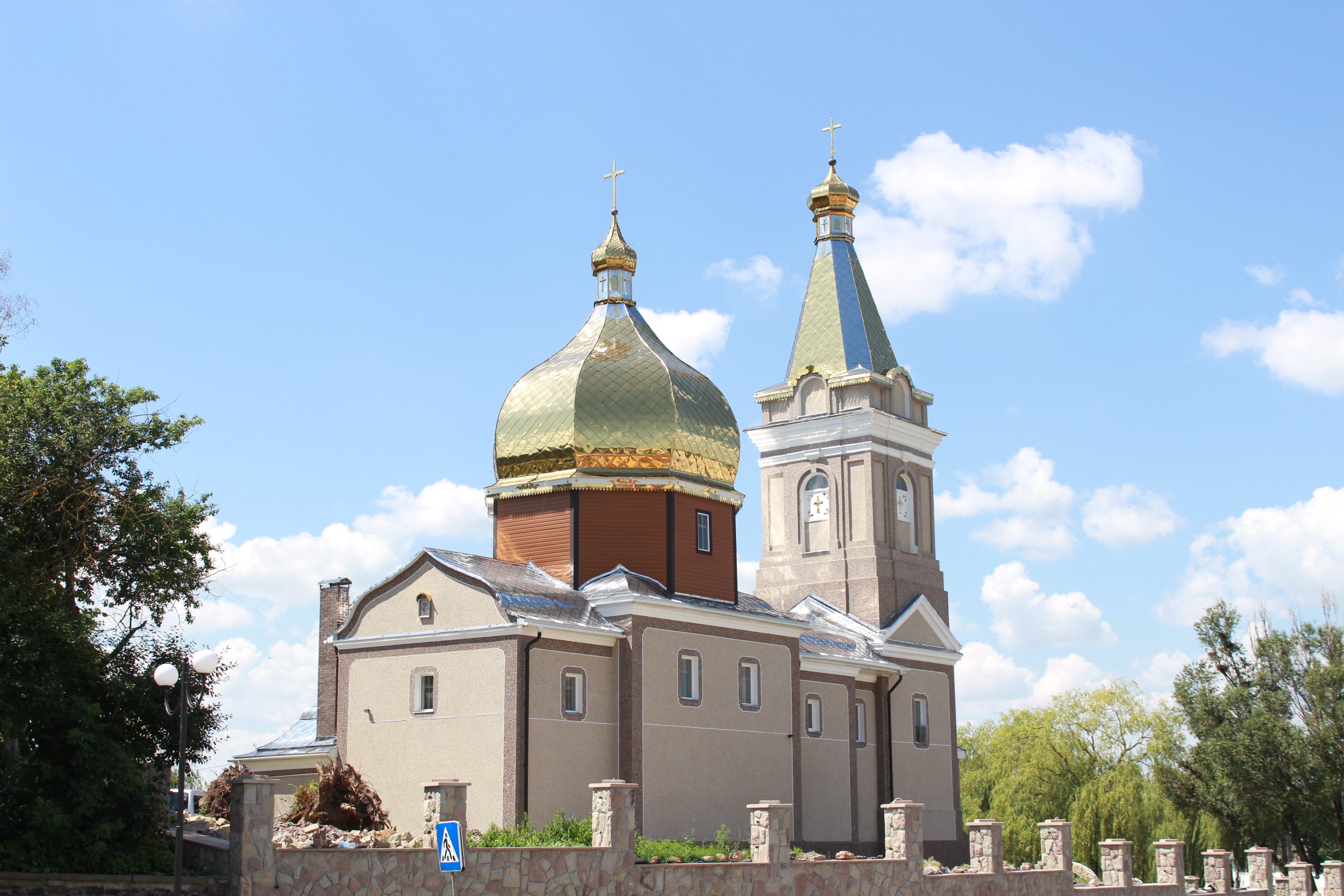
当地教堂

拉尼夫齊（羅馬化：Lanivtsi），又按俄语名译为拉诺夫齐，是位於烏克蘭西部捷爾諾波爾州克雷梅内茨区拉尼夫齊市鎮的城市。該市距離州府捷尔诺波尔51公里，始建於1444年，海拔高度290米，面積14.74平方公里，2022 （页面存档备份，存于）年人口8,215。

## 備註
1. ↑  俄语：